# ژیتومیر ۱۱۷۲۴۰
سیارک ۱۱۷۲۴۰ (به انگلیسی: 117240 Zhytomyr، نامگذاری:2004SX19) صد و هفده هزار و دویست و چهلمین سیارک کشف شده‌است که در ۱۹ سپتامبر ۲۰۰۴ کشف شد.